# H’art Songs
H’art Songs — альбом композитора и музыканта Moondog, выпущенный в 1978 году на лейбле Kopf.

## Об альбоме
H’art Songs стал вторым альбомом Moondog, выпущенным в Германии, и по сравнению с первым, Moondog in Europe состоит по большей части из нового материала и ориентирован на песни. Песни были написаны и записаны в 1977 году. В примечаниях к альбому Moondog описал их как «обращение ко всему спектру вкусов.» В сатирических текстах говорится о взглядах Moondog на жизнь и предметы, включая права животных, эксплуатацию природных ресурсов и преступника Джона Уэсли Хардина.

## Отзывы критиков
Критик Дэвид Кинан писал: «10 внешне упрощённых поп-песен, исполненных на фортепиано, с лирикой, подобной остроугольному хайку, открываются с каждым прослушиванием, раскрывая музыкальную эстетику столь же мелодически сложную, как у Иоганна Себастьяна Баха». Марк Оллендер из AllMusic описал песни как «маленькие частушки» и написал, что альбом сочетает в себе немногие повторяющиеся смены аккордов с мелодиями, которые кажутся «грандиозными или небесными», что делает «музыку больше или полнее, чем она есть на самом деле», создавая захватывающий эффект. Оллендер похвалил баритонный голос Moondog, но написал, что песни могут быть «слишком певучими для пешеходов и настолько политичны, что искусство несколько страдает.» Он оценил альбом на три из пяти звёзд и назвал его «интересным» в отличие от «более сложных композиций» Moondog. Биограф Moondog Роберто Скотто написал, что «новизна в сюжете, эксцентричном, но лиричном, оригинальном, но соблазнительном»

## Список композиций
Слова и музыка всех песен — Moondog.
| №  | Название                    | Длительность |
| -- | --------------------------- | ------------ |
| 1. | «I'm Just a Hop Head»       | 2:42         |
| 2. | «High on a Rocky Ledge»     | 4:25         |
| 3. | «Do Your Thing»             | 3:07         |
| 4. | «Enough about Human Rights» | 3:35         |
| 5. | «I'm This, I'm That»        | 3:47         |
| 6. | «Aska Me»                   | 1:58         |

| №  | Название                       | Длительность |
| -- | ------------------------------ | ------------ |
| 1. | «I'm in the World»             | 3:38         |
| 2. | «Here's to John Wesley Hardin» | 5:58         |
| 3. | «Choo-Choo Lullaby»            | 5:51         |
| 4. | «Pigmy Pig»                    | 3:15         |

## Участники записи
- Moondog — гармоника, клавишные, перкуссия, вокал
- Фриц Сторфингер — клавишные, фортепиано